# Acartophthalmidae
Acartophthalmidae zijn een familie uit de orde van de tweevleugeligen (Diptera), onderorde vliegen (Brachycera). Wereldwijd omvat deze familie 2 genera en 6 soorten.

## Soorten
- Geslacht Acartophthalmus
  - Acartophthalmus nigrinus (Zetterstedt, 1848)
  - Acartophthalmus coxata (Zetterstedt, 1848)[1]
  - Acartophthalmus bicolor Oldenberg, 1910
  - Acartophthalmus latrinalis Ozerov, 1986
  - Acartophthalmus pusio Frey, 1947
- Geslacht Acartophthalmites  † Hennig, 1965
  - Acartophthalmites tertiaria  † Hennig, 1965

## In Nederland waargenomen soorten
- Genus: Acartophthalmus
  - Acartophthalmus bicolor
  - Acartophthalmus nigrinus